# Аніщенко Євген Костянтинович
Євген Костянтинович Аніщенко (біл. Яўге́н Канстанці́навіч Ані́шчанка, рос. Евгений Константинович Анищенко; 27 жовтня 1955; с. Брянцево, Устенська сільрада, Оршанський район, Вітебська область, БРСР, СРСР — 16 травня 2021) — білоруський історик, кандидат історичних наук (1989).

## Життєпис
Народився в сім'ї агронома й рільниці, колгоспників.
У 1968—1972 роках навчався в Республіканській школі-інтернаті з музики та образотворчого мистецтва у класі живопису, гімназія-коледж мистецтв імені І. Й. Ахремчика.
З відзнакою закінчив історичний факультет Білоруського державного університету в м. Мінську (1973—1978). Після служби а армії командиром взводу в 1991—1983 рр. працював учителем історії та креслення в середніх загальноосвітніх школах м. Мінська № 43, 73, 116, в 1983—1985 рр., викладав в університеті культури у м. Мінську.
У 1985—2007 рр. — в Інституті історії АН (у 1985—1986 рр. — старший лаборант, в 1986—1989 аспірант, в 1989—1992 рр. — молодший науковий співробітник, в 1992—1993 рр. — науковий співробітник, в 1993—2007 рр. — старший науковий співробітник) . У 1989 р захистив там кандидатську дисертацію на тему «Земельні відносини в Східній Білорусі в другій половині XVIII — початку XIX ст.» (його науковий керівник В. І. Мелешко), а в 2004 р — докторську дисертацію на тему «Політична історія Білорусі за часів поділу Речі Посполитої»(не затверджена ВАК).
У 2007 р. покинув інститут після того, як Вища атестаційна комісія визнала його не відповідним посаді старшого наукового співробітника. На думку самого Аніщенко, причиною такого рішення стали результати його досліджень, що не збігаються з позицією офіційної проросійської історіографії в Білорусі.
У 2007—2009 рр. працював в Національному історичному архіві Білорусі головним архівістом і провідним науковим співробітником. У 2009—2010 рр. працював двірником, між 2010—2013 рр. — в Інституті парламентаризму і підприємництва на посаді доцента кафедри права і політології.
З 2013 р. — доцент кафедри здоров'я й охорони здоров'я Білоруського державного медичного університету.

## Праці
Досліджує соціально-політичні процеси та події в Білорусі XVIII—XIX ст., зокрема пов'язані з розділами Речі Посполитої. Має понад 400 публікацій, в тому числі в журналах «Беларускі гістарични часопіс», «Полум'я», одноосібний автор декількох десятків книг. Один із авторів «Енциклопедії історії Білорусі», «Нариси гісториі Беларусі» (ч.1, Мн.: Білорусь, 1994), «Гістория сялянства Беларусі» (т.1, Мн.: Беларуская навука, 1997).

## Родина
1-а дружина — Корзун Людмила, 2-а дружина — Груша Світлана, від 2004 р. 3-я дружина Ажгірей Аліна; діти — Денис й Олександр.